# Ambrosius Balbus

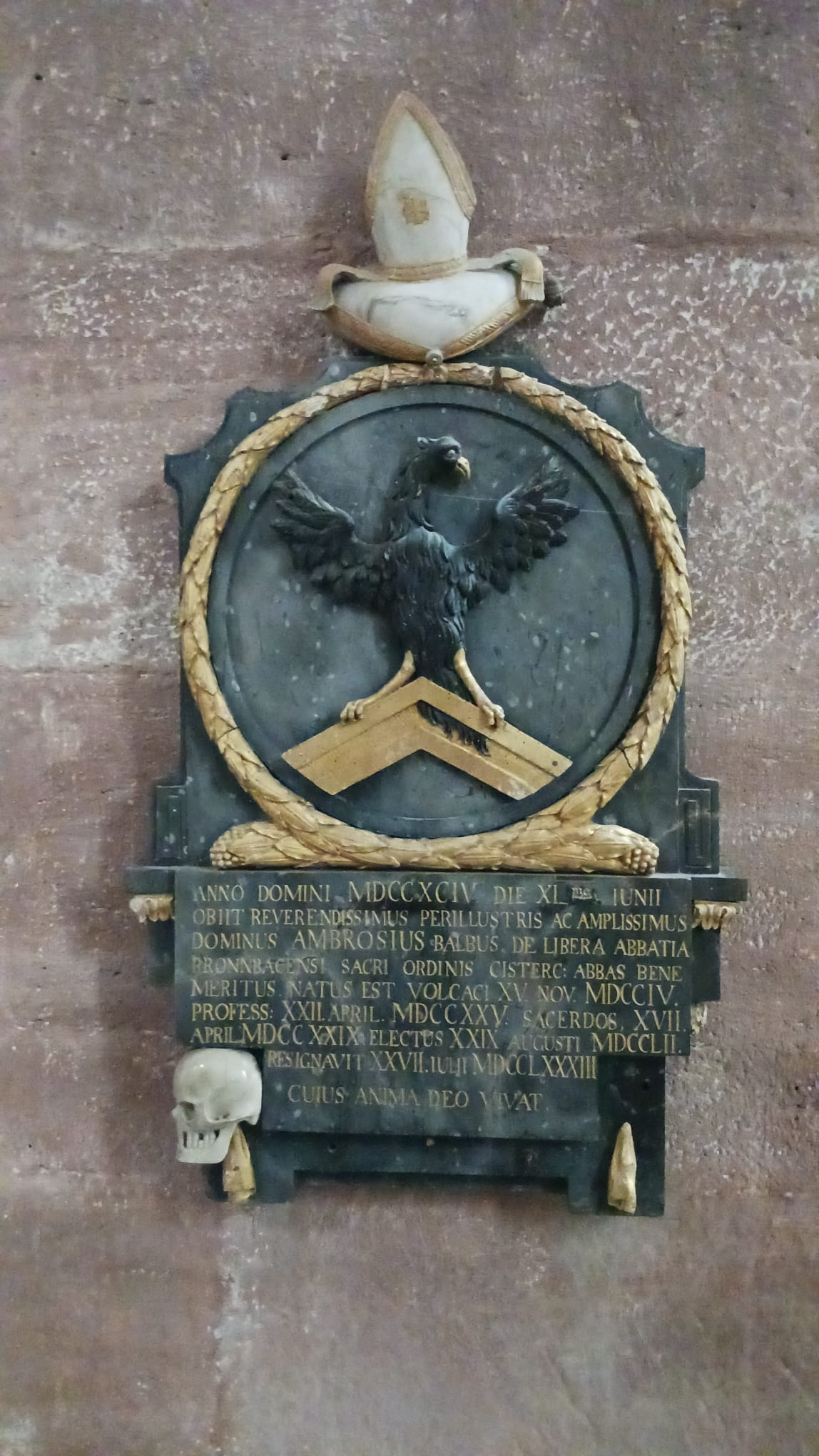
Epitaph des Ambrosius Balbus in der Bronnbacher Klosterkirche

Ambrosius Balbus (bürgerlicher Name Johann Wilderich Balbus; * 15. November 1704 in Volkach; † 11. Juni 1794 im Kloster Bronnbach) war von 1752 bis 1783 Abt des Zisterzienserklosters in Bronnbach.

## Bronnbach vor Balbus
Das halbe Jahrhundert vor der Amtszeit des Ambrosius Balbus war in Bronnbach von den Streitigkeiten mit der Stadt Wertheim geprägt. Eigentlich war das Kloster und die ihm zugehörigen Dörfer seit 1656 „territorium nullius“, also unabhängiges Gebiet, dennoch zweifelte Wertheim diese Situation immer wieder an. 1673 kam es schließlich zur Einigung: Durch Verzicht auf Nassig erhielt Bronnbach die Dörfer Dörlesberg und Reicholzheim.
Gleichzeitig begann in der zweiten Hälfte des 17. Jahrhunderts die barocke Umgestaltung der Klostergebäude. Unter Abt Joseph Hartmann entstand 1705 ein neues Konvents- und Hospitalgebäude, in den zwanziger Jahren des 18. Jahrhunderts wurde das Refektorium neu errichtet und mit einem repräsentativen Empfangssaal ausgestattet. Auch die Amtszeit von Balbus' Vorgänger Engelbert Schäffner war durch weitere Baumaßnahmen gekennzeichnet.

## Leben
Ambrosius Balbus wurde am 15. November 1704 als Johann Wilderich Balbus in Volkach geboren. Sein Vater, Johann Peter Balbus, war der Vertreter des Würzburger Fürstbischofs im Ort und hatte das Kelleramt inne. Ambrosius Mutter war Maria Walpurga, geborene Knapp, die aus Freudenberg im heutigen Baden stammte. Die Familie war sehr kinderreich, da der Vater zuvor bereits einmal verheiratet gewesen war. Zu Ambrosius Brüdern zählt unter anderem der spätere Abt von Münsterschwarzach, Christophorus Balbus.
Über Ambrosius Kindheit ist wenig bekannt, er wird allerdings, genau wie sein älterer Bruder Mitglied der Volkacher Cäcilienbruderschaft gewesen sein. Diese Vereinigung unterstützte er auch noch als Abt, indem er ihr jährlich eine Karolin zukommen ließ. Seine Ausbildung erhielt Ambrosius in der Volkacher Lateinschule, als deren Schüler er in den Jahren 1720 und 1721 überliefert ist. Nach seiner Schulzeit schrieb er sich 1721 an der Universität Würzburg ein, um ein philosophisches Studium zu beginnen.
Im Jahr 1725 begann Balbus eine geistliche Laufbahn. Am 22. April 1725 legte er sein Gelübde in der Abtei Bronnbach ab. Schnell stieg der junge Professe weiter auf. Nach seinen Erhebungen zu Subdiakon und Diakon wurde er schließlich am 17. April 1729 zum Priester geweiht. Neben seinen Klosterweihen engagierte sich Ambrosius auch weiterhin an der Universität, sodass er in den Jahren 1736/1737 zum Professor der Theologie habilitierte.
Auch innerhalb des Klosters übernahm Balbus wichtige Aufgaben. Vom 7. Juli 1737 an bis zum 23. Februar 1740 war er Prior der Abtei und damit für die finanzielle Verwaltung des Klosters zuständig. In den Jahren 1741 bis 1748 wurde er als Granarius eingesetzt, bevor er zum Direktor der klösterlichen Kanzlei aufstieg. Dieses Amt hatte er zwei Jahre, von 1746 bis 1748 inne. Anschließend übernahm er ein Jahr lang den Posten des Bursarius im Kloster, nur um es gegen den Dienst als Ökonom im Klosterdorf Dürrhof einzutauschen.
Im Jahr 1752 starb Abt Engelbert, sofort wurde ein Nachfolger gewählt. Aus dieser Wahl ging am 29. August 1752 Ambrosius Balbus als Sieger hervor. Er begann sofort mit der Vollendung der Kirchenausstattung, der Klosterkirche. 1778 wurde ein Chorgestühl von Daniel Aschauer angebracht, der Stuck wurde von Sturtzenhöfer beigetragen. Zuvor, im Jahr 1774 waren bereits die Fresken der neuerbauten Orangerie fertiggestellt worden.
Am 27. Juli 1783 resignierte Balbus als Abt von Kloster Bronnbach, die Umstände die zu dieser Entscheidung beitrugen sind ungeklärt. Wahrscheinlich hatten Krankheiten dem neunundsiebzigjährigen zugesetzt. Dennoch lebte Ambrosius Balbus als emeritierter Abt noch fast elf Jahre in den Gebäuden des Klosters, bevor er am 11. Juni 1794 starb. Er wurde als einundfünfzigster Abt des Klosters im südlichen Querschiff der Klosterkirche in Bronnbach beigesetzt.

## Wappen

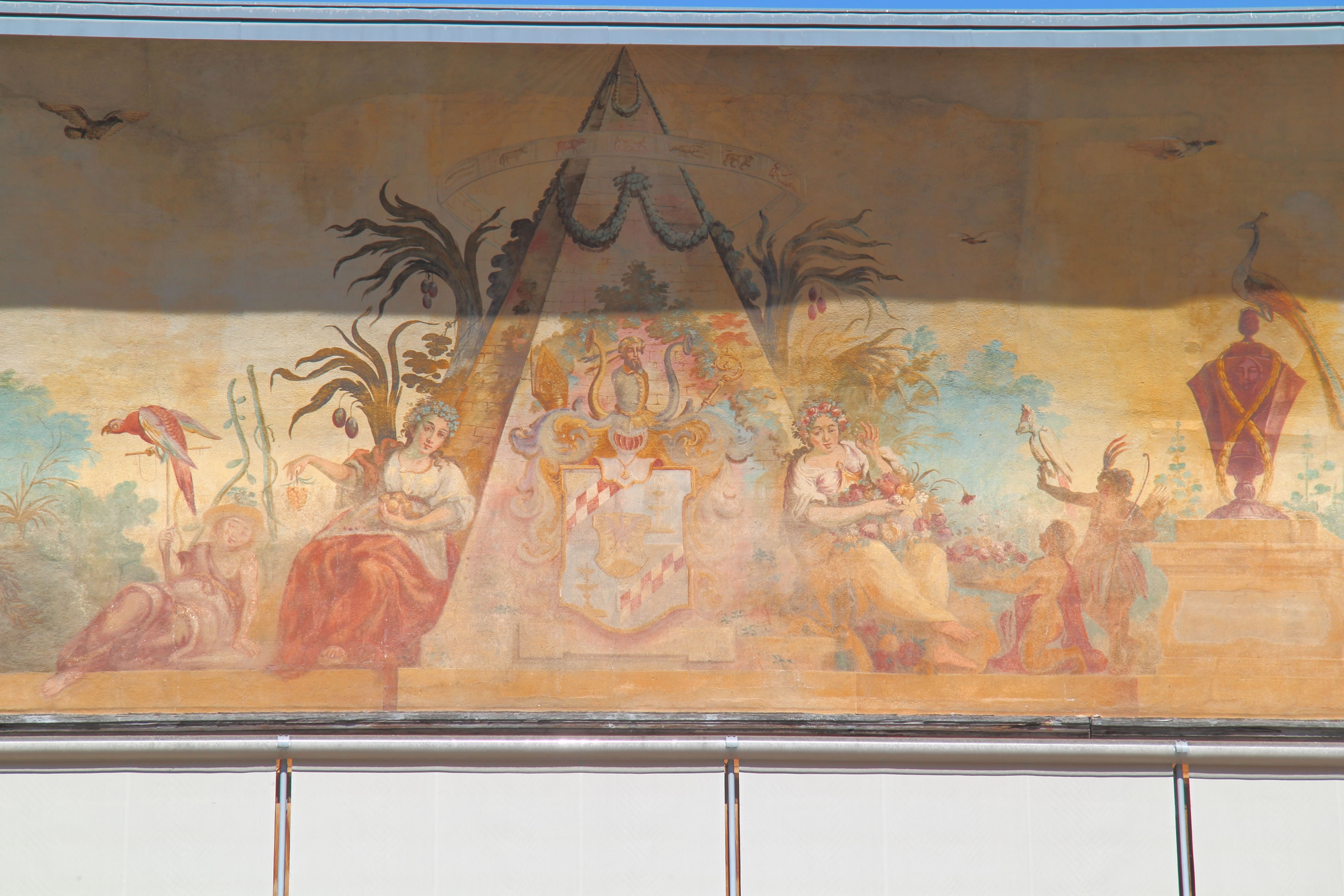
Das Wappen des Abtes am Orangeriebau des Klosters

Beim persönlichen Wappen des Ambrosius Balbus handelt es sich um das Familienwappen der Familie Balbus. Beschreibung: In Gold zwei erniedrigte schwarze Sparren, auf dem oberen sitzend ein schwarzer Adler. Das Wappen findet sich auf einem Siegel des Klosters Bronnbach und wurde auch auf einem Epitaph in der Klosterkirche sowie an der von Balbus errichteten Orangerie angebracht.